# 目黒日本大学中学校・高等学校

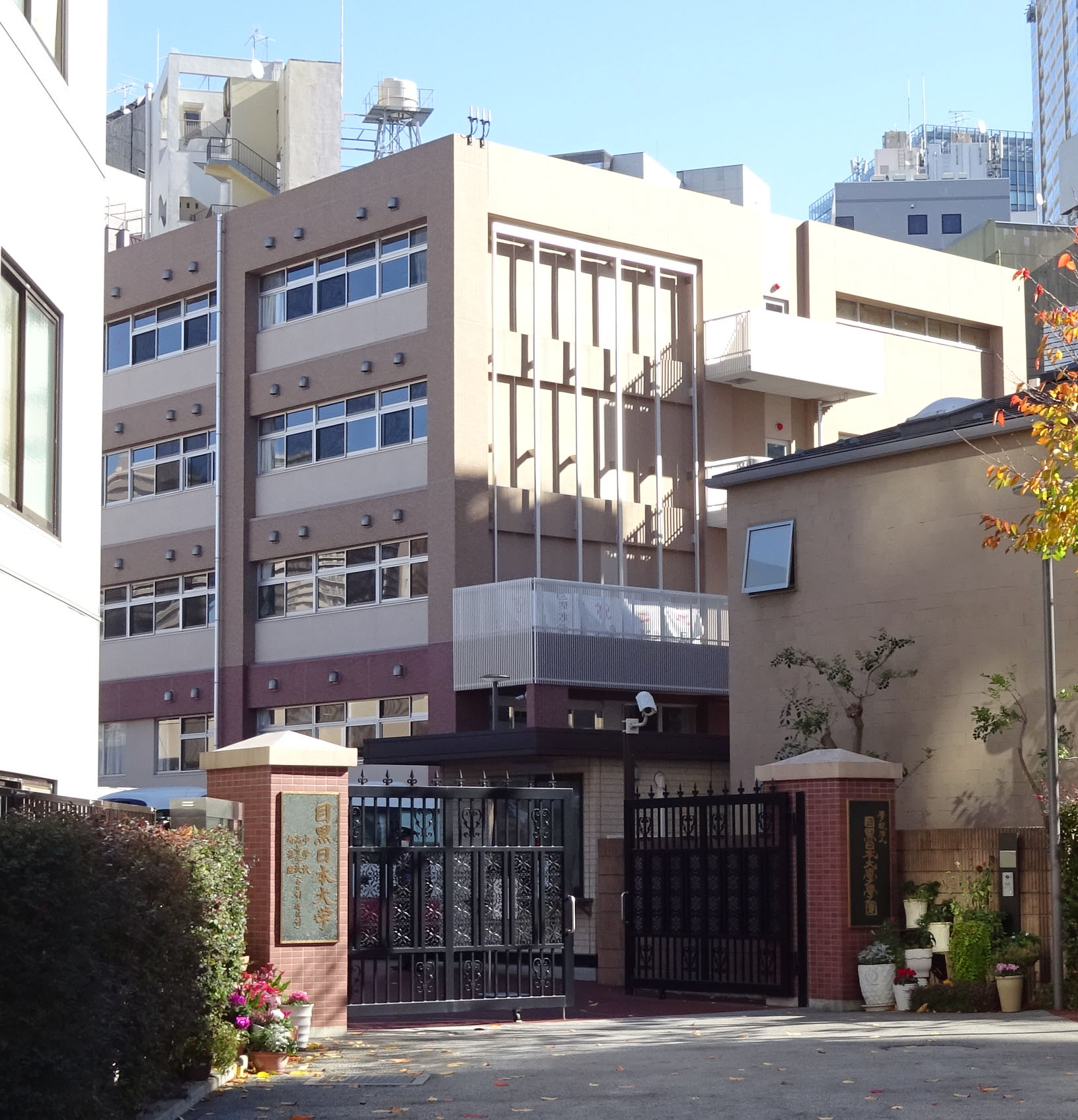
正門

目黒日本大学中学校・高等学校（めぐろにほんだいがくちゅうがっこう・こうとうがっこう）は、東京都目黒区目黒1丁目6番地15号に所在する私立中学校・高等学校。
学校法人目黒日本大学学園が設置・運営する中高一貫校で、学校法人日本大学の準付属校。
2022年度より中学校から入学した内部進学生と高等学校から入学した外部進学生のクラス編成は別である。
在校生・卒業生には著名な芸能人が多く、2024年度より芸能コースは廃止となったが、「課外活動をメインにしていきたい子は通信制、課外活動と大学受験を両立させたい子は進学コース」という方針であり、生徒の芸能活動を認めている。
2017年12月4日に学校法人日本大学と準付属契約を締結し、2019年4月に「日出中学校・高等学校」から現校名に改称した。

## 概要
大正年間より現在地の目黒駅前権之助坂に所在する（2015年までは工事中のため移転）。幼稚園も併設している。制服は2011年度から新しくなり、種類も選べる。着用義務化。式典の場合のみフォーマル（基準服）の制服を着る。
学園祭は「すずかけ祭」と呼ばれ、以前は毎年9月から10月の時期に行われていたが、2022年から6月に変更になっている。（戦災の際に無事だった「スズカケの木」から命名）。「目黒のさんま祭り」や「権之助坂商店街盆踊り大会」へのボランティア参加など地元住民との交流がある。
高校（全日制）は2000年度に通信制（男女共学）が設置され、2001年度より日出女子学園高等学校から「日出高等学校」へ改名。2005年度より高校全日制が男女共学になった。中学は2006年度に男女共学となり、同時に日出女子学園中学校から「日出中学校」へ改名。共学化とともに総合コース・芸能コース・スポーツコース・少人数ゼミコース・医歯薬系進学コース（メディカルコース）にコース別化した。2017年度より国際コース、特進コースを新設、またコースを再編し、2018年度には、前述の2コースと進学コース、スポーツコース、芸能コースの5コース制となった。2024年度からはスポーツ・芸能コースが廃止となり、進学コース（N進学クラス、選抜クラス）のみとなっている。
高校（通信制）は、アドバンスクラス、スタンダードクラス、芸能スポーツプロフェッショナルクラスが設置されている。
高等学校（全日制）において、中学校から入学した内部進学生と高等学校から入学した外部進学生を、第1学年から混合したクラス編成とする併設混合型中高一貫校であったが、2022年度より中学校からの内部進学生とのクラス編成は別となった。
目黒駅から徒歩5分以内という立地条件のよさと校外活動や社会経験との両立に対する理解があることから山口百恵をはじめ菊池桃子や原田知世、仲間由紀恵、上野樹里、新垣結衣など多数の芸能人を輩出してきた実績がある。

## 沿革
- 1903年 - 東京府東京市芝区高輪台町（現在の東京都港区高輪）大教寺境内に高輪裁縫学校を開校。
- 1919年 - 現在地に移転。
- 1921年 - 日出高等女学校に改称。
- 1947年 - 日出女子学園中学校を開校。
- 1948年 - 日出女子学園高等学校を開校。
- 2000年 - 高等学校内に通信制課程（男女共学）を開設。
- 2001年 - 日出高等学校に改称。
- 2005年 - 全日制高等学校を共学化。
- 2006年 - 中学校を共学化。名称を日出中学校に改称。
- 2011年 - 新制服を制定。
- 2015年 - 新校舎完成。
- 2017年 - 日本大学と準付属契約を締結。
- 2019年 - 目黒日本大学中学校・高等学校に改称。日本大学の準付属校となる。
- 2020年 - 学校法人の名称を学校法人目黒日本大学学園に改称。

## 部活動

### 運動部
- 水泳部
【競泳】関東高等学校選手権水泳競技大会 出場、日本高等学校選手権水泳競技大会 出場
【飛込】全国JOCジュニアオリンピックカップ Cグループ 高飛込 優勝、アジアエージ選手権 Cグループ1m飛板飛込、3m飛板飛込、高飛込 優勝、全国JOCジュニアオリンピックカップ Aグループ 高飛込 優勝、関東高等学校選手権水泳競技大会出場 高飛込 優勝／飛板飛込 第3位、日本高等学校選手権水泳競技大会出場 高飛込 第7位
- ソフトボール部
インターハイ ベスト16
- 陸上競技部
- サッカー部
- ダンス部
日本高校ダンス部選手権全国大会において2012年全国準優勝、2015年優秀賞
- 硬式テニス部
- バレーボール部
- バスケットボール部
- バドミントン部
- 剣道部
- ボクシング部
インターハイ 優勝
- フラ・タヒチアンダンス部
- ラグビー部
- 卓球部
- 硬式野球部

### 文化部
- 放送部
- 写真部
- 料理部
- 吹奏楽部
- 英語部
- 演劇部
- 文芸部
- 新聞部
- 軽音楽部
- パソコン部
- イラストクリエーション部
- 科学部

### 同好会
- ハンドボール同好会
- フットサル同好会
- 歴史研究同好会
- 美術同好会
- ボランティア同好会
- 囲碁・将棋同好会
- 書道同好会

## 交通
- 目黒駅（JR山手線・東急目黒線・東京メトロ南北線・都営地下鉄三田線） 徒歩5分